# Каули, Ридайан
Ридайан Каули (англ. Rhydian Cowley) — австралийский легкоатлет, специалист по спортивной ходьбе. Выступает на профессиональном уровне с 2008 года, обладатель бронзовой медали Олимпийских игр в Париже, призёр Кубка мира в командном зачёте, чемпион Австралии и Океании, действующий рекордсмен Австралии и Океании в ходьбе на 35 км.

## Биография
Ридайан Каули родился 4 января 1991 года в Глен-Уэверли, пригороде Мельбурна. Начал заниматься спортивной ходьбой в возрасте восьми лет, практиковал эту дисциплину во время учёбы в Мельбурнской старшей школе и в Университете Дикина, где получил степень бакалавра искусств и коммерции. Впоследствии тренировался в Глен-Хантли в местном одноимённом клубе Glenhuntly Athletics Club.
Впервые заявил о себе на международном уровне в сезоне 2008 года, когда вошёл в состав австралийской сборной и выступил на Кубке мира по спортивной ходьбе в Чебоксарах — здесь в гонке юниоров на 10 км занял 35-е место.
В 2010 году показал 15-й результат среди юниоров на Кубке мира в Чиуауа, 17-й результат на юниорском мировом первенстве в Монктоне.
На Кубке мира 2012 года в Саранске стартовал уже среди взрослых ходоков на 20 км, занял 90-е место в личном зачёте и вместе с соотечественниками стал бронзовым призёром командного зачёта.
В 2013 году представлял Австралию на чемпионате мира в Москве, став в 20-километровом зачёте 49-м.
В 2014 году среди прочего занял 56-е место на Кубке мира в Тайцане.
Будучи студентом, в 2015 году стартовал на Всемирной Универсиаде в Кванджу, в ходьбе на 20 км финишировал 15-м.
В 2016 году занял 39-е место на командном чемпионате мира по спортивной ходьбе в Риме. Благодаря череде успешных выступлений удостоился права защищать честь страны на летних Олимпийских играх в Рио-де-Жанейро — в программе 20 км показал время 1:23:30, расположившись в итоговом протоколе соревнований на 33-й строке.
В 2017 году занял 56-е место на чемпионате мира в Лондоне.
В 2018 году показал 11-й результат на домашних Играх Содружества в Голд-Косте.
На чемпионате мира 2019 года в Дохе сошёл с 20-километровой дистанции.
В 2021 году принимал участие в Олимпийских играх в Токио, в программе 50 км с личным рекордом 3:52:01 финишировал восьмым.
В 2022 году был 11-м на командном чемпионате мира в Маскате. На чемпионате мира в Орегоне в дисциплинах 20 и 35 км занял 19-е и 18-е места соответственно. На Играх Содружества в Бирмингеме пришёл к финишу 11-м в ходьбе на 10 000 метров.
В 2023 году на чемпионате мира в Будапеште занял 14-е место в ходьбе на 20 км и сошёл с дистанции в ходьбе на 35 км.
В июне 2024 года на соревнованиях в Канберре превзошёл всех соперников в ходьбе на 35 км, установив при этом ныне действующий рекорд Австралии и Океании — 2:26:25. Принимал участие в Олимпийских играх в Париже, в дисциплине 20 км с результатом 1:20:04 занял 12-е место, тогда как в смешанной эстафете вместе с Джемаймой Монтаг завоевал бронзовую награду, уступив только ходокам из Испании и Эквадора.